# 타코야키 레인보우
타코야키 레인보우(일본어: たこやきレインボー, 영어: Takoyaki Rainbow Takoyaki Reinbō[*])는 스타더스트 프로모션 예능 3부 주니어 부문(3B junior)에 소속 중 간사이 출신 멤버에 의해, 결성한 일본의 여성 아이돌 그룹이다. 약칭은 타코니지(たこ虹)이다. 2021년 5월 9일을 기해 멤버 전원 졸업했다. 모모이로 클로버 Z 등의 그룹과 함께 STARDUST PLANET(통칭 스타프라)를 구성한다.

## 개요
모모이로 클로버 Z, 시리츠에비스추가쿠, 팀 샤치호코(현 TEAM SHACHI)에 이어 스타더스트 프로모션의 여성 아이돌 그룹으로서 2012년 9월 17일에 결성. 간사이 지방을 거점으로 활동하고 있으며, 고시엔에서 단독 라이브를 성공시켜 고시엔의 흙을 가지고 돌아가는 것을 목표로 하고 있다. 캐치 카피는 "스타더스트의 최종 병기". 팬들은 "타코니지 가족(たこ虹家族)"이라고 부른다.
2021년 5월 9일의 프리 라이브 「오버 더 다코야키 레인보우」를 기해 멤버 전원 그룹을 졸업할 예정이였으나, 긴급사태선언으로 인해 7월 31일로 변경되었다. 졸업 후에는 각자 연예 활동을 계속하게 된다.
2022년 3월 31일, 작년 5월에 졸업한 멤버 5명이 예정하고 있던 신 프로젝트의 시작을 단념해, 이후에는 개인으로서 각자의 길에서 연예 활동을 계속해 나갈 것으로 발표했다.

## 구성원

### 활동 종료시 구성원
2021년 5월 2일을 기해 멤버 전원이 「다코야키 레인보우」를 졸업했다.
이름, 생년월일, 이미지 컬러
- 키요이 사키(清井 咲希, 1999년 8월 5일(26세)), 오사카부 출신 - 노랑, 최연장자, 리더
- 호리 쿠루미(堀 くるみ, 1999년 12월 18일(25세)), 효고현 출신 - 보라, 서브리더
- 네기시 카렌(根岸 可蓮, 2000년 11월 18일(24세)), 와카야마현 출신 - 초록
- 하루나 마이(春名 真依, 2001년 1월 5일(24세)), 오사카 부 출신 - 파랑
- 아야키 사쿠라(彩木 咲良, 2002년 3월 26일(23세)), 효고 현 출신 - 분홍, 최연소

### 도중 탈퇴 구성원
- 아라이 마리아(新井 まりあ, 2000년 7월 21일(25세)), 오사카 부 출신 - 노랑(가)
  - 2012년 10월 21일 탈퇴.
- 코이케 유우카(小池 優花, 1998년 12월 31일(26세)), 오사카 부 출신 - 오렌지(가)
  - 2013년 2월 17일 탈퇴.
- 나라사키 토와(奈良崎 とわ, 2000년 2월 21일(25세)), 오사카 부 출신 - 빨강
  - 다코야키 레인보우의 센터를 맡아 리더로 활동해 왔지만 자신의 의사로 2014년 6월 8일에 졸업. 이유는 학업의 우선과 체력의 불안으로 인한 것.

## 음반

### 싱글
인디즈
| 순서 | 타이틀                           | 의미                                | 발매일           | 최고순위 |
| ---- | -------------------------------- | ----------------------------------- | ---------------- | -------- |
| 1    | オーバー･ザ･たこやきレインボー   | 오버 더 다코야키 레인보우           | 2013년 9월 17일  | 31       |
| 2    | なにわのはにわ                   | 나니와의 하니와                     | 2014년 3월 19일  | 10       |
| 3    | 絶唱! なにわで生まれた少女たち   | 절창! 오사카에서 태어난 소녀들      | 2014년 9월 3일   | 13       |
| 4    | 元気売りの少女～浪花名歌五十選～ | 건강 장수의 소녀 ~나니와 명가 50선~ | 2015년 5월 20일  | 8        |
| 5    | クリぼっちONE DAY!!              | 크리 혼자 ONE DAY!!                 | 2015년 12월 16일 | 11       |

메이저
| 순서 | 타이틀                                                 | 의미                                         | 발매일           | 최고순위 |
| ---- | ------------------------------------------------------ | -------------------------------------------- | ---------------- | -------- |
| 1    | ナナイロダンス                                         | 일곱색 댄스                                  | 2016년 4월 13일  | 7        |
| 2    | どっとjpジャパーン!                                    | 우르르 jp 점프!                              | 2016년 8월 24일  | 10       |
| 3    | RAINBOW ～私は私やねんから～                           | 레인보우 ~나는 나아니까~                     | 2017년 5월 10일  | 7        |
| 4    | まねー!!マネー!?Money!!                                | 뭐!! 뭐!? Money!!                            | 2017년 9월 20일  | 4        |
| 5    | もっともっともっと話そうよ -Digital Native Generation- | 좀 더 이야기하자 -Digital Native Generation- | 2019년 10월 23일 | 4        |
| 6    | 恋のダンジョンUME                                      | 사랑의 던전 UME                              | 2020년 7월 8일   | 20       |

### 뮤직 카드
| 순서 | 타이틀                                       | 의미                                        | 착신일           |
| ---- | -------------------------------------------- | ------------------------------------------- | ---------------- |
| 1    | たこやきレインボーMUSIC CARDクリスマスパック | 다코야키 레인보우 뮤직 카드 크리스마스 버그 | 2014년 12월 23일 |
| 2    | 虹色進化論                                   | 무지개 진화론                               | 2018년 6월 20일  |

### 앨범
| 순서 | 타이틀             | 의미              | 발매일           | 최고순위 |
| ---- | ------------------ | ----------------- | ---------------- | -------- |
| 1    | まいど!おおきに!   | 매번! 고맙습니다! | 2016년 12월 21일 | 18       |
| 2    | ダブルレインボー   | 더블 레인보우     | 2018년 2월 21일  | 8        |
| 3    | 軟体的なボヤージュ | 연체적인 보야주   | 2019년 2월 27일  | 13       |

### 베스트 앨범
| 순서 | 타이틀                    | 의미                      | 발매일           | 최고순위 |
| ---- | ------------------------- | ------------------------- | ---------------- | -------- |
| 1    | OVER the TACOYAKI RAINBOW | 오버 더 다코야키 레인보우 | 2021년 10월 13일 | -        |

### 컴필레이션 앨범
- スタダ 3Bjunior ラスト大全集 (2014년 1월 1일)
  - Chocolate Burning, ダイビング를 수록.

## 가창 악곡
이하, 이벤트에서의 주된 가창곡.

### 오리지널
- オーバー・ザ・たこやきレインボー
- 六甲たこおろし
- あきんどチャチャチャ
- なにわのはにわ
- めっちゃFUNK
- レインボーレボリューション
- ちゃんと走れ!!!!!!

### 커버
- ダイビング (3B junior)
- Chocolate Burning (3B junior)
- また明日 (3B junior)
- なにがなんでも
- 最強パレパレード
- かえして! ニーソックス
- あの空へ向かって

## 같이 보기
- 모모이로 클로버 Z
- 시리츠에비스추가쿠
- TEAM SHACHI
- 밧텐쇼죠타이
- 초 도키메키 센덴부
- 아메후라시
- ukka
- 이키나리 토호쿠산
- CROWN POP
- B.O.L.T
- 나미에조시하츠쿠미아이